# Forcipomyia wahgi
Forcipomyia wahgi är en tvåvingeart som beskrevs av Debenham 1987. Forcipomyia wahgi ingår i släktet Forcipomyia och familjen svidknott. Inga underarter finns listade i Catalogue of Life.